# ملعب 12 يوليو الوطني
ملعب 12 يوليو الوطني هو ملعب متعدد الاستخدام يقع في ساو توميه عاصمة ساو توميه وبرينسيب . غالبا ما يتم استخدامه لمباريات كرة القدم . يسع الملعب لجلوس 6,500 متفرج . يعتبر الملعب الرسمي الذي يخوض فيه منتخب ساو توميه وبرينسيب مبارياته الدولية .